# Psychotria cyclophylla
Psychotria cyclophylla är en måreväxtart som beskrevs av Ignatz Urban. Psychotria cyclophylla ingår i släktet Psychotria och familjen måreväxter. Inga underarter finns listade i Catalogue of Life.